# Calliscelio swezeyi
Calliscelio swezeyi är en stekelart som först beskrevs av David Timmins Fullaway 1939. 
Calliscelio swezeyi ingår i släktet Calliscelio och familjen Scelionidae. Inga underarter finns listade.